# Lesli Fajnberg
Lesli Fajnberg (engl. Leslie Feinberg; 1. septembar 1949 — 15. novembar 2014) bila je transrodna aktivistkinja i spisateljica. Njeno najpoznatije delo jeste Stoun Buč Bluz (1993) za koje se smatra da je znatno uticalo na poimanje kompleksnosti roda. Identifikovala se i kao transrodna osoba i kao lezbijka, a sebe je nazivala antirasistom/kinjom, radnik/com, sekularnim/nom Jevrejinom/kom, ženom, revolucionarnim/om komunistom/kinjom.

## Profesionalni život i aktivizam
Prvi roman koji je napisala 1993. godine, "Stoun Buč Bluz", osvojio je književnu nagradu Lambda, a 1994. i nagradu Američke asocijacije gej i lezbijskih knjiga. Delo nije autobiografskog karaktera.
Fajnberg je bila prva teoretičarka koja je koristila marksistički koncept “transrodnog oslobođenja”, a njen rad je ostavio uticaj na popularnu kulturu, akademsko istraživanje i političko organizovanje.
Fajnberg je bila članica Svetske radničke partije, a njeni tekstovi o istoriji LGBT osoba, "Lavender & Red", često su izlazili u novinama "Radnički svet", gde je bila i izvršna urednica od 1995. godine.
Učestvovala je u brojnim antiratnim i proradničkim protestima, 1983. i 1984. govorila je o AIDS-u kao epidemiji koja se poriče, organizovala je marševe protiv rasizma u Bostonu 1974. (predvodila je grupu od 10 lezbijki tokom celonoćne akcije krečenja rasističkih grafita u južnom Bostonu). Zalagala se za pravo na abortus i bila je jedna od organizatorki časova samoodbrane koji su se održavali u LGBT barovima i klubovima, kao i na ženskim klinikama.

## Kraj života
Umrla je u svom domu u Njujorku. Bila je sa svojom suprugom Mini Brus Prat sa kojom je provela 22 godine. Poslednje reči koje je izgovorila su bile: "Pamtite me kao revolucionarnog/u komunistu/kinju".